# Solanum stenophyllum
Solanum stenophyllum är en potatisväxtart som beskrevs av Michel Félix Dunal. Solanum stenophyllum ingår i släktet skattor som ingår i familjen potatisväxter. Inga underarter finns listade i Catalogue of Life.